# Nomada leucotricha
Nomada leucotricha är en biart som beskrevs av Embrik Strand 1914. Nomada leucotricha ingår i släktet gökbin, och familjen långtungebin. Inga underarter finns listade i Catalogue of Life.